# Roman d'apprentissage

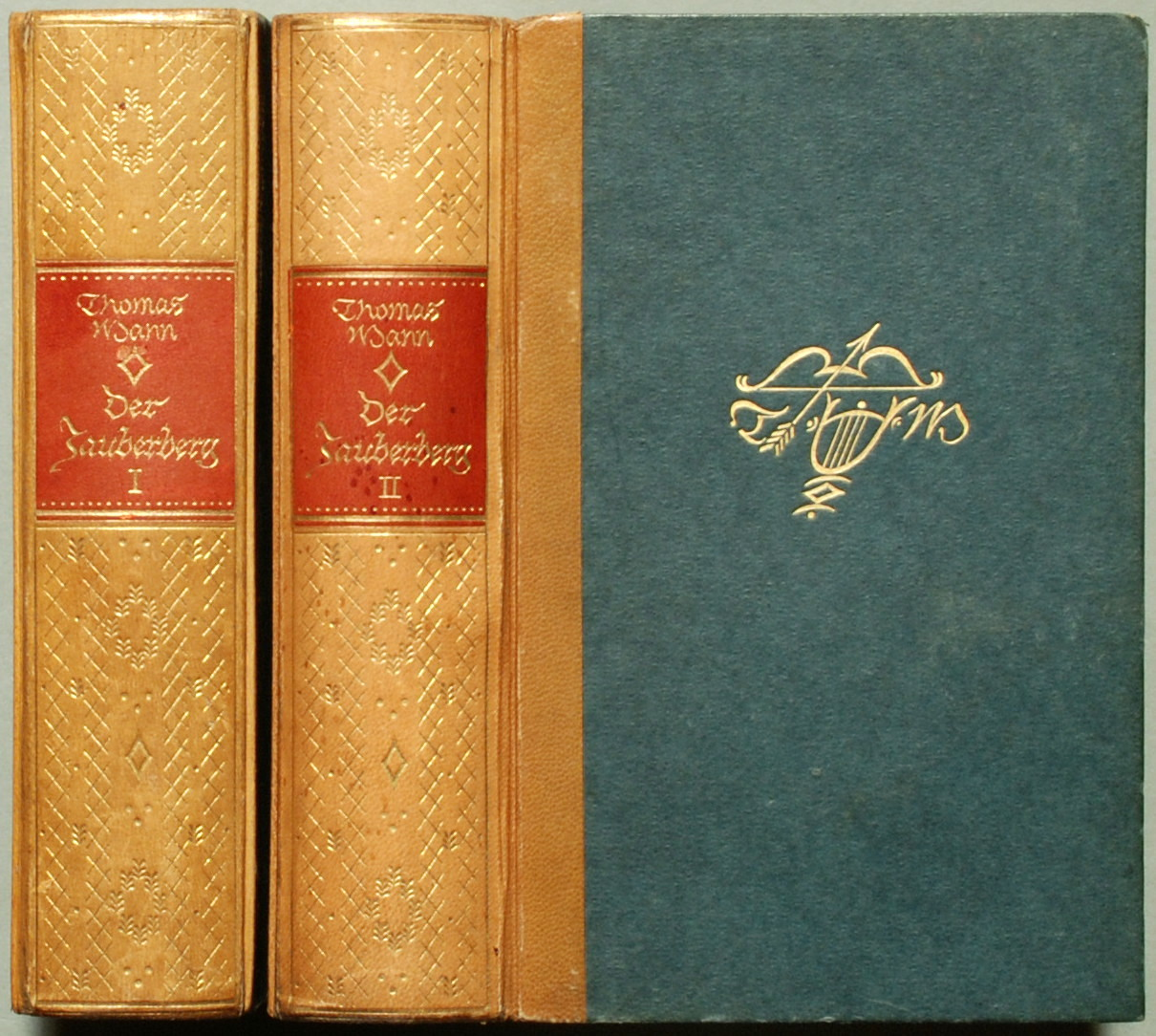
Couverture originale de La Montagne magique de Thomas Mann, célèbre bildungsroman de la littérature allemande

Le roman d'apprentissage, appelé aussi roman de formation ou roman d’éducation, est un genre littéraire romanesque né en Allemagne au XVIIIe siècle (Bildungsroman). On parle parfois aussi de « roman initiatique » ou de « conte initiatique ». Les romans d'apprentissage ont pour thème le cheminement d'un héros, souvent jeune, qui atteint progressivement l'idéal de l'Homme accompli et cultivé en faisant l'expérience des grands événements de l'existence : la mort, l'amour, la haine, l'altérité, etc. Il se forge ainsi progressivement sa conception de la vie.

## Note linguistique
En allemand, le roman de formation est nommé Bildungsroman, qui est l'expression équivalente (Bildung signifiant formation). Ce terme est dû au philologue allemand Johann Karl Simon Morgenstern, qui voyait dans le Bildungsroman « l'essence du roman par opposition au récit épique ». On emploie aussi l'expression « Entwicklungsroman » (roman de développement personnel).
Si le mot allemand Bildungsroman est passé dans le langage technique des études littéraires en français (et concurrence ainsi l’expression « roman de formation »), c’est en partie à cause de la polysémie difficile à traduire du mot allemand Bildung, qui renvoie à des notions à la fois proches et variées comme construction, modelage, formation, éducation et culture (en tant que somme individuelle d’expériences et de connaissances), mais aussi parce que les Bildungsromane allemands constituent un modèle du genre et un genre littéraire à part entière dans la littérature allemande, avec pour modèle historique et classique Les Années d'apprentissage de Wilhelm Meister de Johann Wolfgang von Goethe.
En anglais, le roman d'apprentissage est désigné par l'expression coming-of-age story.

## Caractéristiques principales

### Définition générale
Un roman d'apprentissage traite de la « confrontation d'un personnage central avec différents domaines du monde ». Le personnage central, le héros, suit une évolution déterminée par son rapport aux différents domaines du monde auxquels il est confronté. Le récit présente généralement la jeunesse du héros et le temps de la narration s'étend sur plusieurs années, et parfois même sur plusieurs décennies. Le roman d'apprentissage présente ainsi certaines caractéristiques typiques de la biographie et de l'autobiographie.
À cet égard, le roman de formation rompt avec la fonction première du romanesque qui est de transporter dans un monde de rêve et d'évasion.

### Éducation ausiècle des Lumières
Au cours de cette évolution, le concept (historique) de « formation » ou d’« éducation » joue un rôle central. Dérivé de l’Antiquité, le concept de « formation » (Bildung en allemand) signifie depuis les Lumières et l'époque du Sturm und Drang l'évolution d'un individu libéré des normes culturelles  et sociales vers un état positif et supérieur. Le concept concerne aussi bien l’éducation de l’entendement que celle du caractère national. Une autre caractéristique du concept historique de « Bildung » est l’assimilation d’influences extérieures et l'épanouissement de prédispositions personnelles.

### Rapport d’éducation entre l’auteur accompli, le héros et le lecteur
La « formation » n’est pas seulement au cœur du roman, elle est également destinée au lecteur. À l’instar du roman didactique des Lumières, cette volonté d’éducation du lecteur découle du « sentiment de supériorité et de l’esprit missionnaire d’un narrateur sûr de lui qui fait valoir son avance éducative sur celle de son héros et celle de son lecteur ». Ce narrateur distancié et souvent ironique est donc l’élément essentiel d’une relation d’éducation qui s’établit entre lui, le héros et le lecteur.

## Contenu et structure

### Structure en trois parties
La structure du roman d'apprentissage est souvent tripartite, selon un schéma « Années de jeunesse » - « Années d'apprentissage » - « Années de maîtrise », comme dans Les Années d'apprentissage de Wilhelm Meister de Johann Wolfgang von Goethe, reconnu comme l'idéal et le prototype du roman d'apprentissage de langue allemande. Ce schéma tripartite n'est cependant pas représentatif de tous les romans de formation.
On trouve de nombreux contre-exemples, comme Le Rouge et le Noir de Stendhal, constitué de seulement deux parties.

### Opposition héros-environnement
Le héros du roman d'apprentissage est tout d'abord directement confronté à son environnement. Alors qu'il est encore jeune, naïf et plein d'idéaux, il fait face à un monde hostile et réaliste qui ne correspond que très partiellement à ce qu'il en imaginait. Jacobs parle de « rupture entre une âme pleine d'idéaux et une réalité qui résiste ». Les conséquences sont de l'incompréhension et du refus des deux côtés.

### Appropriation d’expériences concrètes par le héros
Le rapport du héros à son environnement déclenche son processus d'évolution et d'éducation. Dans cet environnement, le héros fait des expériences concrètes qui le font peu à peu grandir et mûrir. Il est décrit comme « entrant dans la vie avec joie, cherchant des âmes sœurs, rencontrant l'amitié et l'amour, mais bientôt confronté à la dure réalité et mûrissant au fil de ses diverses expériences de la vie ».

### Réconciliation avec le monde
Ce cheminement se termine par un « harmonieux état d'équilibre » avec le monde extérieur. Le « processus d'évolution l'a mis au clair avec lui-même et avec le monde ». Le héros s'est ainsi réconcilié avec le monde et y prend sa place, il choisit un métier et devient un « Philistin, comme tous les autres » (Hegel p. 557 sq.). Il devient une partie de ce monde qu’au départ il méprisait.

### Bilan du passé
Une autre caractéristique du roman d'apprentissage sont les « moments charnières du processus d'évolution », les regards portés par le héros sur son passé, ses réflexions. Ces moments charnières structurent le récit et contribuent à clarifier l'évolution du héros, ils distinguent les différentes étapes de cette évolution et les concluent.

## Évolution du roman d'apprentissage

### Le roman d'apprentissage auXVIIIesiècle
Dans un premier temps, le parcours d'un néophyte est un topos de la littérature du XVIIIe siècle, prétexte à la virtuosité stylistique : 

« J'aimais éperdument la comtesse de ... ; j'avais vingt ans, et j'étais ingénu ; elle me trompa, je me fâchai, elle me quitta. J'étais ingénu, je la regrettai ; j'avais vingt ans, elle me pardonna : et comme j'avais vingt ans, que j'étais ingénu, toujours trompé, mais plus quitté, je me croyais l'amant le mieux aimé, partant le plus heureux des hommes. »

Dans cet exemple, la succession humoristique de juxtapositions montre clairement le peu d'importance des expériences en elles-mêmes du héros. À cette époque, la part psychologique des personnages est assez restreinte et, comme la plupart des personnages de contes, genre alors très en vogue (Voltaire), les personnages des récits d'apprentissage réfléchissent encore peu sur le sens de leur existence. L'influence du Romantisme bouleversera cette manière d'envisager le roman d'apprentissage.
En effet, au XIXe siècle, un changement radical s'opère dans ce type de récit. Le héros acquiert une épaisseur psychologique bien plus importante que celle des personnages du XVIIIe siècle.

### Le roman d'apprentissage auXIXesiècle
Le héros réfléchit sur ses expériences et en tire des conclusions sur le sens de la vie. Ses déceptions donnent lieu à des considérations complexes et approfondies de la part du narrateur (Balzac, Illusions perdues, 1837-1843).
Le jeune héros peut vivre des aventures similaires à celles qu'a vécues l'auteur. C'est le cas d'un certain nombre de romans autobiographiques. Ainsi, Jules Vallès fait le récit à la première personne des expériences de jeunesse de Jacques Vingtras dans L'Enfant, Le Bachelier et L'Insurgé. Mais le récit des aventures de Jacques Vingtras (initiales J.V., comme l'auteur) sont en réalité un moyen pour Jules Vallès d'expliquer sa propre enfance, son arrivée à Paris et tout ce qui l'a amené à s'insurger. 
D'une autre manière, la présence du narrateur (et derrière lui de l'auteur) peut être l'occasion d'une distanciation critique. C'est le cas, par exemple, dans L'Éducation sentimentale de Flaubert. Il est évident, mais pas explicite, que le narrateur du roman se moque du héros et de ses déboires. Que le héros se confonde ou non avec le narrateur, le roman d'apprentissage est l'occasion d'une autocritique, si les expériences du héros sont celles qu'a vécues l'auteur dans sa jeunesse, ou bien d'une satire de mœurs. Dans  l'Éducation sentimentale, Flaubert montre implicitement la futilité de toute expérience et l'évanescence de la vie de personnages impuissants à tirer un réel profit de leurs parcours : 

« Il voyagea.
Il connut la mélancolie des paquebots, les froids réveils sous la tente, l'étourdissement des paysages et des ruines, l'amertume des sympathies interrompues.
Il revint. »

Mais Flaubert parodie surtout le Romantisme et le topos de la scène de rencontre : ainsi le récit du dernier entretien entre Frédéric et Mme Arnoux se révèle humoristique (nombreuses exagérations) : 

« Quand ils rentrèrent, Mme Arnoux ôta son chapeau. La lampe, posée sur une console, éclaira ses cheveux blancs. Ce fut comme un heurt en pleine poitrine. »

La construction du personnage du héros se révèle ainsi essentielle dans le roman d'apprentissage. 
Outre ceux de Flaubert, les héros de Stendhal (Fabrice Del Dongo dans La Chartreuse de Parme, Julien Sorel dans Le Rouge et le Noir) ou de Tolstoï (Pierre à la bataille de Borodino dans Guerre et Paix) sont élaborés pour être à la fois ridicules et touchants, et, derrière la moquerie, le roman d'apprentissage revêt toujours un certain caractère autobiographique.

## Exemples

### Dans la littérature allemande
- Parzival de Wolfram von Eschenbach
- Le premier roman d'apprentissage est généralement attribué à Christoph Martin Wieland, avec son roman paru vers 1766, Die Geschichte des Agathon. Le roman de Johann Wolfgang von Goethe, Les Années d'apprentissage de Wilhelm Meister est souvent présenté comme particulièrement exemplaire et représentatif du genre, même si le héros aspire à un idéal de culture aristocratique (l’égale culture du corps et de l'esprit) et renie ses origines bourgeoises.
- Karl Philipp Moritz propose également avec son autobiographie Anton Reiser (1785-1790) un exemple d’évolution ratée, ce qui en fait une sorte de « roman de formation négatif », un peu à part dans l’histoire de la littérature allemande. D'ailleurs les romans de formation d’une grande qualité littéraire sont souvent ceux dans lesquels les héros échouent, comme dans Henri le vert de Gottfried Keller, ou bien dans lesquels la formation elle-même est remise en question, par exemple dans Nachsommer d’Adalbert Stifter.
- On trouve également le roman Soll und Haben de Gustav Freytag.
- Demian (1919) est un roman d'apprentissage sur fond d'autobiographie de Hermann Hesse. Ce roman a eu — comme le rapporte Thomas Mann dans sa préface à l'édition américaine du récit — un impact électrique sur la jeune génération d’après la Première Guerre mondiale et correspondait exactement à l’état d'esprit de l'époque, tout comme Les Souffrances du jeune Werther de Johann Wolfgang von Goethe à l'ère romantique.
- Dans La Montagne magique, Thomas Mann passe en revue toute l’histoire culturelle de l'Occident dans l'atmosphère de laboratoire du sanatorium de Davos, avant que la Première Guerre mondiale ne pervertisse toute idée même d’évolution et de progrès. Dans Les Confessions du chevalier d'industrie Félix Krull (1922-1954), le roman d'apprentissage est associé au roman de brigands.
- On trouve un exemple moderne de roman d'apprentissage sous la plume de Peter Handke avec La Courte Lettre pour un long adieu (1972).

### Dans la littérature anglaise
On utilise l'expression Conduct Novel, ce qui exprime le fil conducteur de l'histoire et donc aussi du héros romanesque dont on suit l'évolution.
- L'œuvre d'Henry Fielding, Histoire de Tom Jones, enfant trouvé, est à la fois le premier roman de mœurs anglais, un roman picaresque et un roman d'apprentissage.
- Les romans de Jane Austen, que ce soit Raison et sensibilité, Orgueil et Préjugés, L'Abbaye de Northanger ou Emma, même s'ils ne respectent pas la totalité du processus, puisqu'ils durent entre un an et dix-huit mois et s'achèvent avec le mariage de l'héroïne, peuvent être considérés comme des romans d'apprentissage.
- David Copperfield (1849) est un célèbre roman d'apprentissage pseudo-autobiographique de Charles Dickens.
- De même, Les Grandes Espérances (1860-1861) de Charles Dickens nous montre l'évolution du protagoniste Philip Pirrip, dit Pip, en trois étapes : son enfance où il rêve de s'élever socialement, sa jeune maturité à Londres après avoir reçu ses "grandes espérances", et enfin sa désillusion de connaître la source de sa fortune à quoi s'associe sa lente prise de conscience de la vanité de ses fausses valeurs.
- Le roman Maurice d'E. M. Forster propose le parcours de formation d'un jeune homme qui découvre son homosexualité dans l'Angleterre édouardienne et décide au fil de ses rencontres amoureuses, d'abord avec l'aristocrate Clive puis avec l'homme du peuple Alec, d'assumer son désir.

### Dans la littérature française
La tradition du roman d'apprentissage commence au XVIIIe siècle avec Marivaux, et ses deux romans inachevés : La Vie de Marianne et Le Paysan parvenu, et Voltaire, qui outre ses contes philosophiques comme Candide ou Micromégas, a écrit L'Ingénu. Elle est bien représentée au XIXe siècle, de Stendhal à Vallès (Mémoires d'un révolté ), en passant par les romans initiatiques de Jules Verne, comme Deux ans de vacances ou Un capitaine de quinze ans. Sans oublier Le Père Goriot, de Balzac.
Au XXe siècle, l'écrivain Romain Rolland, lauréat du Prix Nobel de littérature, écrit un roman d'apprentissage avec Jean-Christophe, inspiré de la vie du compositeur Beethoven.

### Quelques romans d'apprentissage célèbres
- L'Odyssée (Homère,  VIIIe siècle av. J.-C.)
- Les Aventures de Télémaque (Fénelon, 1699)
- Les Années d'apprentissage de Wilhelm Meister (Goethe, 1795-1796)
- L'Etrange Histoire de Peter Schlemihl (Adelbert von Chamisso, 1814)
- Le Rouge et le Noir (1830), Lucien Leuwen (1834), La Chartreuse de Parme (1839) (Stendhal) ;
- La Maison du chat-qui-pelote (1830), Le Père Goriot (1835), Illusions perdues (1837-1843) (Honoré de Balzac) ;
- Jane Eyre (Charlotte Brontë, 1847) ;
- David Copperfield (1850), Les Grandes Espérances (1860-1861) (Charles Dickens) ;
- Dominique (Eugène Fromentin, 1863) ;
- Les Quatre Filles du docteur March (Louisa May Alcott, 1868) ;
- L'Éducation sentimentale (Gustave Flaubert, 1869) ;
- L'Adolescent (Fiodor Dostoïevski, 1875) ;
- Les Aventures de Tom Sawyer, (Mark Twain, 1876)
- L'Enfant, Le Bachelier, L'Insurgé. (Jules Vallès, 1878)
- Bel-Ami, Une Vie (Guy de Maupassant, 1885) ;
- Jean-Christophe (Romain Rolland, 1904) ;
- Papa Longues Jambes (Jean Webster, 1912) ;
- Amants et Fils (David Herbert Lawrence, 1913) ;
- Portrait de l'artiste en jeune homme (James Joyce, 1916) ;
- Demian (1919), Narcisse et Goldmund (1930) (Hermann Hesse) ;
- Loin du paradis (F. Scott Fitzgerald, 1920) ;
- La Montagne magique (Thomas Mann, 1924) ;
- À l'Ouest, rien de nouveau (Erich Maria Remarque, 1929) ;
- La Complainte du sentier (Bibhutibhushan Bandopadhyay, 1929)
- Le dernier puritain (George Santayana, 1936) ;
- Mort à crédit (Louis-Ferdinand Céline, 1936) ;
- La Pêche miraculeuse (Guy de Pourtalès, 1937) ;
- Éducation européenne (Romain Gary, 1945) ;
- Un barrage contre le Pacifique (Marguerite Duras, 1950) ;
- L'Attrape-cœurs (J. D. Salinger, 1951) ;
- Le Baron perché (Italo Calvino, 1957) ;
- Goodbye, Columbus (Philip Roth, 1959) ;
- Une paix séparée (John Knowles, 1959) ;
- Ne tirez pas sur l'oiseau moqueur (Harper Lee, 1960) ;
- Dune (Frank Herbert, 1965) ;
- Outsiders (S. E. Hinton, 1967) ;
- Vendredi ou les Limbes du Pacifique (Michel Tournier, 1967) ;
- Le Sorcier de Terremer (Ursula K. Le Guin, 1968) ;
- Le Monde selon Garp (John Irving, 1978) ;
- Journal d'un oiseau de nuit (Jay McInerney, 1984) ;
- La Stratégie Ender (Orson Scott Card, 1985) ;
- L'Étudiant étranger (Philippe Labro, 1986) ;
- La Ballade de l'impossible (Haruki Murakami, 1987) ;
- L'Alchimiste (Paulo Coelho, 1988) ;
- Shrek ! (William Steig , 1990);
- Le Lycée des artistes (Jean-Marc Parisis, 1992) ;
- Pas raccord (Stephen Chbosky, 1999) ;
- Balzac et la Petite Tailleuse chinoise (Dai Sijie, 2000) ;
- Persepolis (Marjane Satrapi, 2000).

### Contes philosophiques
- Candide et L'Ingénu  (Voltaire) ;
- Histoire de Rasselas prince d'Abyssinie (Samuel Johnson).